# Західно-Центральна область (Буркіна-Фасо)
Західно-Центральна (фр. Centre-Ouest) - область в центральній частині Буркіна-Фасо.
- Адміністративний центр — місто Кудугу.
- Площа - 21 853 км², населення - 118 3473 людини}} (2006 рік).

Чинний губернатор — Баворо Сейду Сану.

## Географія
На південному заході межує з Південно-Західною областю, на заході — з областю Букле-ду-Мухун, на півночі — з Північною областю, на північному сході — з областю Центральне Плато, на сході — з Центральною і Південно-Центральною областями, на півдні — з Ганою. 

## Адміністративний поділ
В адміністративному плані область поділяється на 4 провінції:
| Провінція  | Адм. центр | Населення, чол.(2006) |
| ---------- | ---------- | --------------------- |
| Булькіємде | Кудугу     | 498 008               |
| Сангіє     | Рео        | 297 230               |
| Сиссілі    | Лео        | 212 628               |
| Зіро       | Сапуй      | 175 607               |